# سینتون (تگزاس)
سینتون، تگزاس(به انگلیسی: Sinton, Texas) شهری در ایالت تگزاس از ایالات جنوبی ایالات متحده آمریکا است. در سرشماری سال ۲۰۰۰، جمعیت این شهر ۵۶۷۶ نفر اعلام شد.